# Сторгозия
Сторгозия е късноантична и ранновизантийска крепост и селище, останки от което се намират в днешния парк Кайлъка в град Плевен в Централна Северна България.

## История
Античното селище Сторгозия води началото си от пътна станция в Римската империя, изградена и функционираща върху терен, днес в центъра на съвременния Плевен, и вероятно създадена на мястото на по-старо тракийско селище. В Сторгозия е настанен гарнизон, съставен от поделения от I Италийски легион, разквартируван в Нове (край днешния Свищов). По-добрите условия за стопанска дейност привличат заселници от околните малки селища към станцията.
От 238 година в балканските територии на Римската империя започват набезите на готските племена, като с това се открива епохата на неколковековните нападения, чиято цел е да променят етническата и политическа картина в областта. Редуващите се през няколко години нашествия принуждават римските власти да вземат мерки за защита на населението, като реорганизират селищната система и инфраструктурата на провинциите. Населението на пътната станция се придвижва на юг, към природно укрепения терен на пролома на река Тученица (Тученишката бара), част от който е днешния парк Кайлъка.
В началото на IV век, в ареала на днешния парк Кайлъка, 31 декара са обградени с мощна крепостна стена, широка 2,20 м, изградена с ломен камък и спойка от бял хоросан. Археологическите разкопки разкриват две порти и три подсилващи крепостно-защитната линия кули. Във вътрешността на крепостта, наред с жилищните постройки, археолозите разкриват обществен склад за зърнени храни, както и голяма християнска базиликална църква (базилика, дълга 45,20 m и широка 22,20 m). Тя е строена през IV до първата половина на V век и реконструирана през VI век, а през Средновековието върху нея е строена нова църква, жилищни сгради и некропол. Друга църква от IV-V век е разкрита в подножието на хълма Кайлъка.
Археологическите находки от Сторгозия и некрополът ѝ – керамика, оръжия, монети – свидетелстват, че това укрепено селище е просъществувало до края на VI век. Заселването на славяните на Балканския полуостров, започнало през VI век и завършило в средата на VII век, унищожава античния град.

## Други
- Днес името Сторгозия носи един от кварталите на град Плевен.